# Лелап
Лелап (Лайлап, др.-греч. Λαῖλαψ «ураган») — персонаж древнегреческой мифологии. Чудесный пёс, от которого не мог убежать ни один зверь. Зевс приставил его стражем к Европе, и тот перешел по наследству к Миносу. Позднее Прокрида исцелила Миноса от болезни, и тот подарил ей чудесного пса. По другой версии, собаку подарила Прокриде Артемида. По редкой версии, это подарок Эос Кефалу. После смерти Прокриды собака досталась Кефалу, он бежал в Беотию.
В Беотии в местечке Тевмесс Кефал выпустил собаку на Тевмесскую лисицу, которую не могла догнать ни одна собака, и обе превратились в камень (согласно Овидию, в мраморные статуи). По одной из версий, только лиса превратилась в камень, а пёс стал созвездием Большого Пса.
- См. Первый Ватиканский мифограф III 31 (ссылка на Истра).